# 다다오카정
다다오카정(일본어: 忠岡町)은 일본 오사카부 중남부 센보쿠군의 정이다.
2009년 10월 1일에 아이치현 가스가정이 기요스시와 합병함에 따라 일본에서 면적이 가장 작은 정이 되었다.

## 지리
다다오카정은 오사카부의 서남부, 오사카만에 접하는 임해 평탄부에 위치하고 북동은 오쓰강, 우타키강을 경계로 이즈미오쓰시·이즈미시, 남서쪽은 기시와다시에 각각 인접하고 있고, 동서로 길고 남북으로 짧은 지형으로 그 면적은 4.03km2이다. 또 오사카시 중심부에서는 철도로 약 30분의 통근권에 위치하고 있다. 다다오카정의 전역이 시가지화되어 있고 임해부와 오쓰 하안은 공업지로 이용되며 중앙선 이남은 난카이 본선 다다오카역 주변과 시민센터 주변부의 상업지를 중심으로 주택지가 펼쳐져 있다.

## 역사
- 1889년 4월 1일 - 정촌제 시행으로 이즈미군 다다오카촌이 성립하였다.
- 1896년 4월 1일 - 센보쿠군이 성립하였다.
- 1939년 10월 1일 - 정으로 승격해 센보쿠군 다다오카정이 되어 현재에 이른다.

## 교통

### 철도
- 난카이 전기 철도 난카이 본선
- 서일본 여객철도 한와선: 아직 건설되지 않았기 때문에 전철은 정차하지 않고 통과한다.

### 도로
- 한신 고속도로 4호 만안선
- 국도 제26호선